# ロゼラ
ロゼラ Rozella はいわゆる鞭毛菌の1つ。鞭毛菌類(卵菌を含む)の細胞内寄生菌であり、細胞壁のない細胞体は遊走子嚢か厚膜の耐久胞子に変化する。当初はツボカビ門に含まれるものと考えられてきたが、現在では全菌類と姉妹群をなし、菌類の系統樹の一番基底で分岐したものとされ、新たな分類群の代表と見なされている。

## 特徴
本属は以下のような形質で特徴付けられている。
- 細胞内寄生性の寄生菌であり、菌体は細胞壁を持たない。
- 寄生菌体は宿主細胞内部を満たして遊走子嚢を形成し、宿主細胞壁との間に隙間が出来ない。
- 寄生菌体細胞は全部が1つの遊走子嚢に変わり（単心性）、細胞質を外に残さない(全実性)。
- 遊走子嚢内に形成された遊走子は1つ、あるいは複数の放出管を通じて放出され、この放出管の先端が蓋の形を取らない（無蓋性）。
- 遊走子は後端に単一の鞭毛を持つ。
- 菌体は時に厚い細胞壁を持つ休眠胞子を形成し、その壁は表面が滑らかであるか、あるいは棘状突起を持つ。

## 生活環
本属でもっともよく研究された種である R. allomycis に即して説明する。この種はカワリミズカビ Allomyces を宿主とし、この宿主を研究室内で培養した上でそこに感染させて研究が行われている。
本種はカワリミズカビの多くの種を宿主とするが、全てが宿主になるわけではない。またカワリミズカビ属の種の幾つかは菌類では珍しく単相の菌体と複相の菌体を交互に生じる生活環を持ち、この両者は形態的にはほぼ同じである。本種は A. macrogynus においてどちらの菌体も宿主とすることが出来た。
宿主内の遊走子嚢から泳ぎ出した遊走子は生きた宿主から出る水溶性物質への化学走性によって水中を泳いでゆく。遊走子が宿主菌体に接触すると、遊走子は細胞壁にしっかりとくっつく。そこで遊走子は鞭毛を引っ込め、シストとなり、宿主に付着した部分で発芽管を出す。発芽管が宿主細胞壁を貫通するとシスト内では液胞が急速に膨張し、同時に寄生体の細胞質が宿主細胞内に入り込んでゆく。この菌は主として宿主の比較的若い菌糸か、あるいは未熟な遊走子嚢で発達を進め、恐らく宿主の形態形成を行わせなくしているらしい。
細胞壁のない菌体は遊走子嚢に変化し、その際に宿主のその部分を完全に満たして形成される。宿主の寄生を受けた部分はその下部で宿主によって隔壁が形成され、これによって寄生を受けていない部位と切り離される。宿主の1つの仕切を満たす寄生体の細胞質からは単一の遊走子嚢しか出来ないため、遊走子嚢はそれ自体の膜と宿主のそれの二重の膜を持つことになる。その後に細胞質は分かれて嚢内は遊走子で満たされる。遊走子嚢から出た放出管が宿主の壁を突き破り、その先端が破裂することで遊走子は放出される。
休眠胞子嚢はそれより遅くに形成され、恐らくは寄生菌にとって好ましくない条件になったときに形成される。菌体が厚くて表面に棘状突起の並んだ壁に囲まれ、休眠胞子嚢に変化する。この休眠細胞は遊走子を放出する形で発芽し、こうして形成された遊走子が宿主に感染することも確認されている。
有性生殖に関してはどの種でも知られていない。

## 宿主の範囲
宿主になるのは淡水性の菌類的生物、いわゆる鞭毛菌であるが、これはかつては単一の分類群とされた。しかし今では多系統、それも界レベルを超えた多系統群と見なされている。本属の宿主となるのはこのうちの真菌類のツボカビ門とコウマクノウキン門のものと、ストラメノパイルに属する卵菌類という、生態的に共通点が多くとも系統的には大きく異なった群にまたがっている。

## 下位分類
本属が最初に記載されたのは1872年で、Cornuが本属の4種を記載したことに遡る。それ以降20種以上が記載されている。しかし記載の不十分なものもあり、ただ1種、R. allomycis のみが20世紀中に形態的に、微細構造的に研究が行われ、21世紀に入って更に分子情報についても調べられていた。このことに基づいて近年新たに記載された種もある。

## 分類上の位置
本属の菌は宿主の細胞内にある細胞壁のない原形質で、それが全部遊走子嚢に変わる、と言うものである。これは一般的な菌類のイメージとは大きく異なるかも知れないが、いわゆる鞭毛菌には類似した生物が多々あり、さほど特異な存在ではない。従って本属の菌は素直に鞭毛菌の1つとして分類されてきた。
その中で遊走子の鞭毛が後方に1本のものはツボカビ門(亜門)に纏めるのが常であった。この群の分類では当初は菌体が宿主の内部にあるか外側か、また菌体が遊走子に変わるときの様子や発芽管の様子などが重視された。本属の場合、菌体も遊走子も内在性、単心性で全実性、それに無蓋性というのは植物病原菌の種を多く含むフクロカビ Olpidium と共通し、したがってフクロカビ科に含めるという判断が行われた。しかしその後、遊走子の微細構造的研究などが進み、見直しが行われた結果、本属はツボカビ目 Chytridiales  とは別目としてスピゼロミケス目 Spizellomycetales に移された。しかしいずれにせよ、この属は当然のようにツボカビ門の中の1群と見なされ続けた。
ところが21世紀に入り、分子系統による系統樹解析の発達から、菌類全体に渡る分子系統的な見直しが進んだ結果、この判断は大きく変わることになった。ツボカビ類は多系統であることが判明し、幾つかの門に分かれることとなったが、本属はそのどれにも含まれず、それら全ての群に対して姉妹群となること、それどころか菌界全体の系統樹の中でもっとも基底に近い位置から分岐したものであるとの結果が得られたのである。菌界全体を見渡しての総見直しとして提出されたHibbett et al.(2007)では本属はツボカビ門の記述において『所属不明』とされている。もっともこの段階では本属以外にもフクロカビ Olpidium など数属が同じ扱いとしてその名が上がっている。
他方で環境DNAの系統上の位置が同定されるに連れ、その中に菌類に類縁のものが多数存在すること、その中に本属の系統に属するものが多数存在することが判明したのである。これらは本属に類縁のものとして纏めてRozellida とひとまず称された。それらの正体については未だ研究途上でほとんど分かってはいないが、海水、淡水、土壌中に普遍的に存在し、どうやらロゼラとはかなり異質の生物、それも極めて多様なものを含むものであるらしいことが判明しつつあり、それらを纏める分類群の名として Cryptomycota と言う門の名が提唱されている。